# حاجبية فضية
الحاجبية الفضية (باللاتينية: Ophrys x argentariensis) نوع نباتي هجين غير مؤكد ينتمي إلى جنس الحاجبية من الفصيلة السحلبية.

## الموئل والانتشار
موطن هذا النوع إيطاليا.